# روبن فاريا
روبن فاريا (بالبرتغالية: Ruben Faria‏) هو متسابق دراجات نارية برتغالي، ولد في 30 يوليو 1974 في أولهاو في البرتغال.